# Arthuret
Arthuret è una parrocchia civile del Cumbria, in Inghilterra. Comprende i villaggi di Longtown e Easton.  È circondata dai fiumi Esk a ovest e Lyne a sud.
È un luogo di una certa importanza dato che compariva tra gli otto luoghi (con Carlisle, Kirklinton, Jedburgh, Wark, Coldstream, Norham e Berwick-upon-Tweed) indicati nella prima mappa stampata della Scozia nel 1570, prodotta da Abraham Ortelius.

## La battaglia di Arfderydd
La chiesa di Arthuret guarda verso il luogo della battaglia di Arfderydd di cui parlano gli Annales Cambriae per l'anno 573 e poi la Vita di Merlino di Goffredo di Monmouth. La battaglia fu combattuta agli inizi del regno del re cristiano di Strathclyde, Rhydderch Hael, (patrono di San Kentigern e forse cognato di Myrddin), tra il pagano re Gwenddoleu, sovrano dell'omonimo regno e i cugini Peredur e Gwrgi, principi regnanti dell'Ebrauc (odierna York), o forse originari del Gwynedd (odierno Galles).
In questa battaglia il druido Myrddin uccise il nipote (figlio della sorella Gwenddydd, moglie di re Rhydderch Hael) che combatteva tra le schiere cristiane. Dopo questo episodio Myrddin divenne pazzo e si rifugiò nelle foreste della Caledonia.
Nel Libro nero di Carmarthen viene riportato un poema che ha la forma di un dialogo tra Myrddin e il bardo gallese Taliesin: Myrddin porta una torque d'oro e diventa pazzo per la morte del suo re, Gwenddoleu, di cui era il consigliere e il capo druido.